# Vougécourt
Vougécourt település Franciaországban, Haute-Saône megyében. Lakosainak száma 163 fő (2022. január 1.). Vougécourt Martinvelle, La Basse-Vaivre, Corre, Demangevelle, Montcourt, Passavant-la-Rochère és Ameuvelle községekkel határos.

## Népesség
A település népessége az elmúlt években az alábbi módon változott:
| Lakosok száma | 152  | 150  | 149  | 150  | 151  | 154  | 159  | 163  |
|               | 2013 | 2015 | 2017 | 2018 | 2019 | 2020 | 2021 | 2022 |